# Calangute
Calangute is een census town in het district Noord-Goa van de Indiase staat Goa.

## Demografie
Volgens de Indiase volkstelling van 2001 wonen er 15776 mensen in Calangute, waarvan 54% mannelijk en 46% vrouwelijk is. De plaats heeft een alfabetiseringsgraad van 73%.

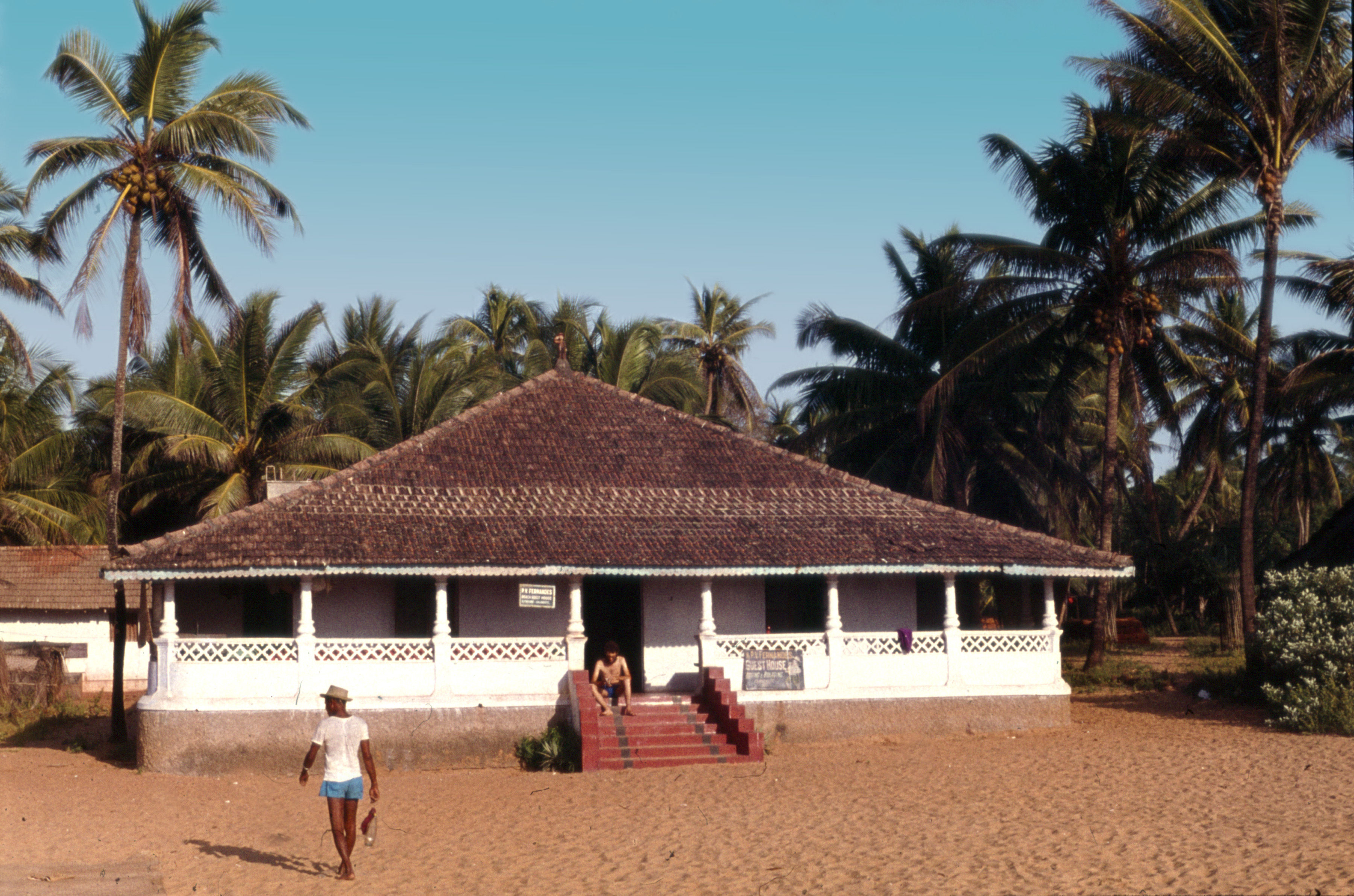
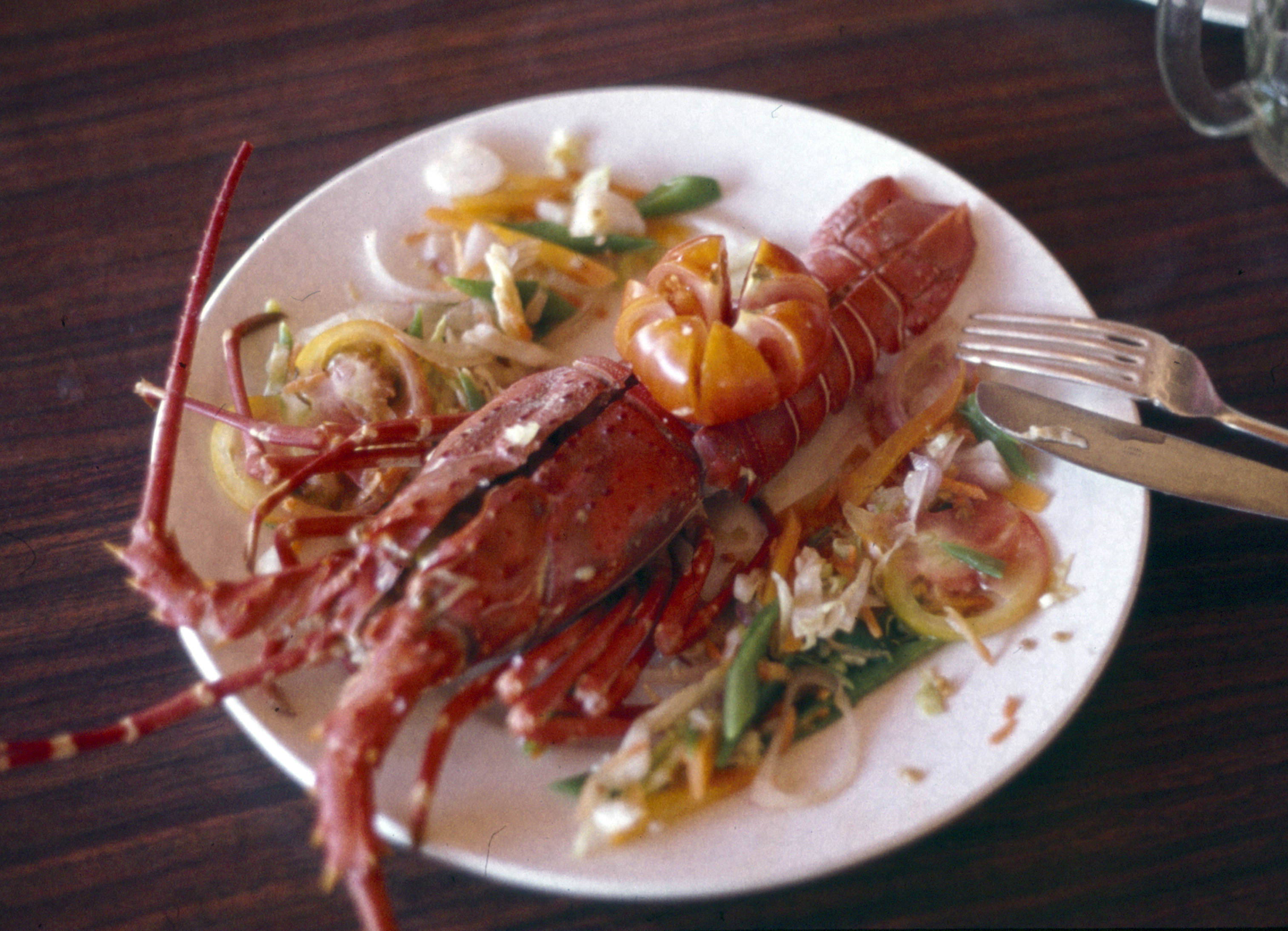
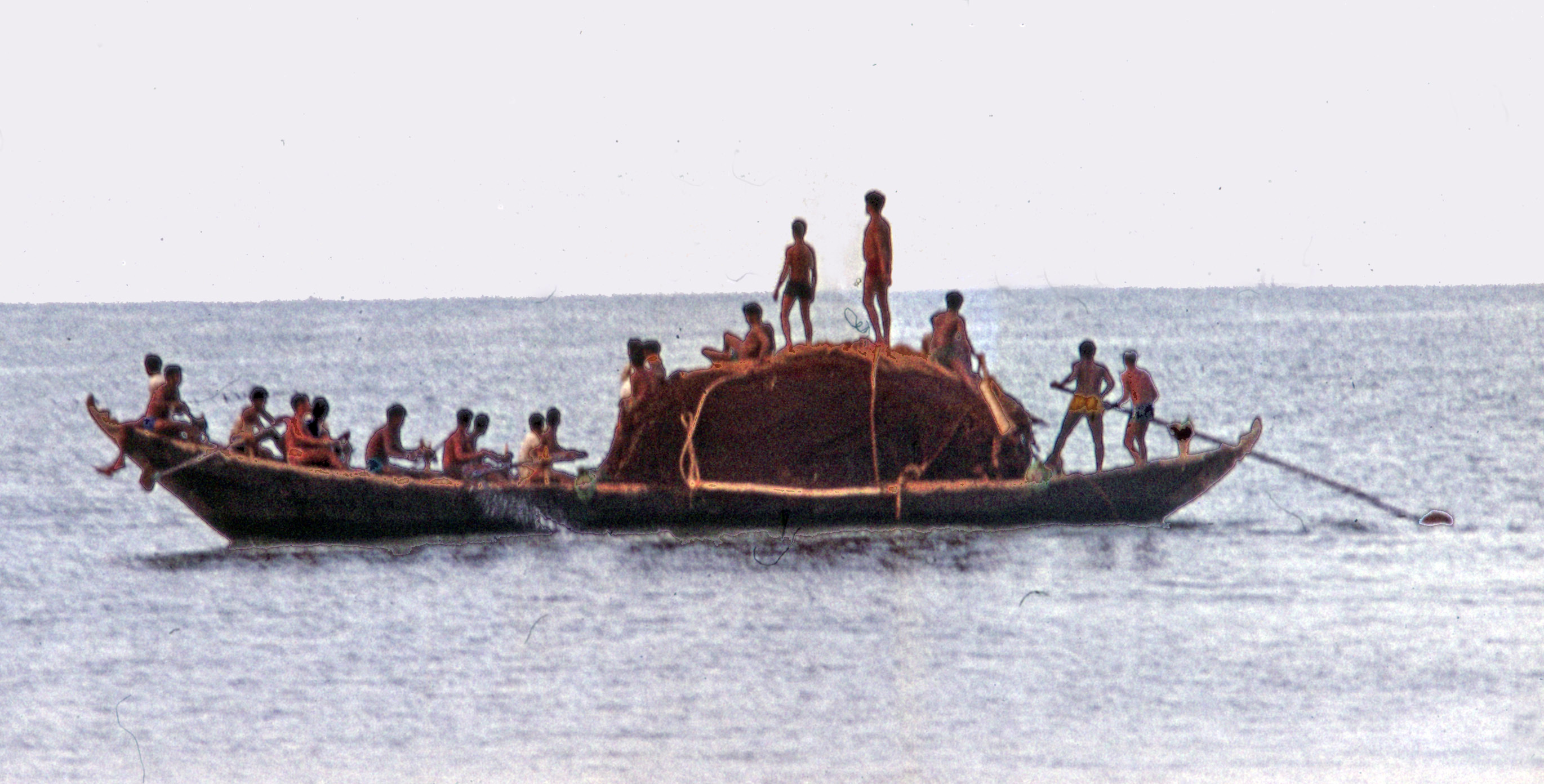
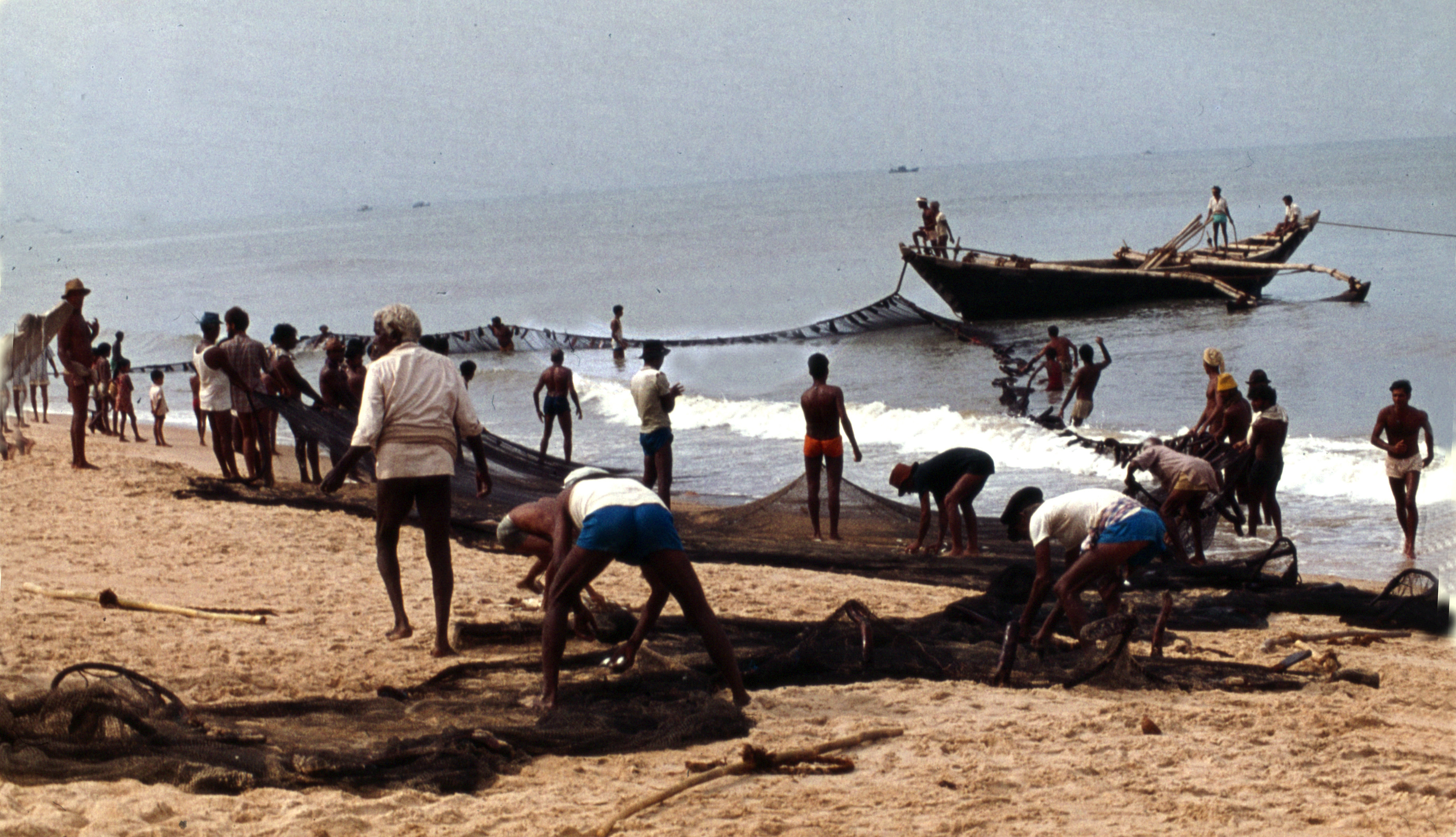
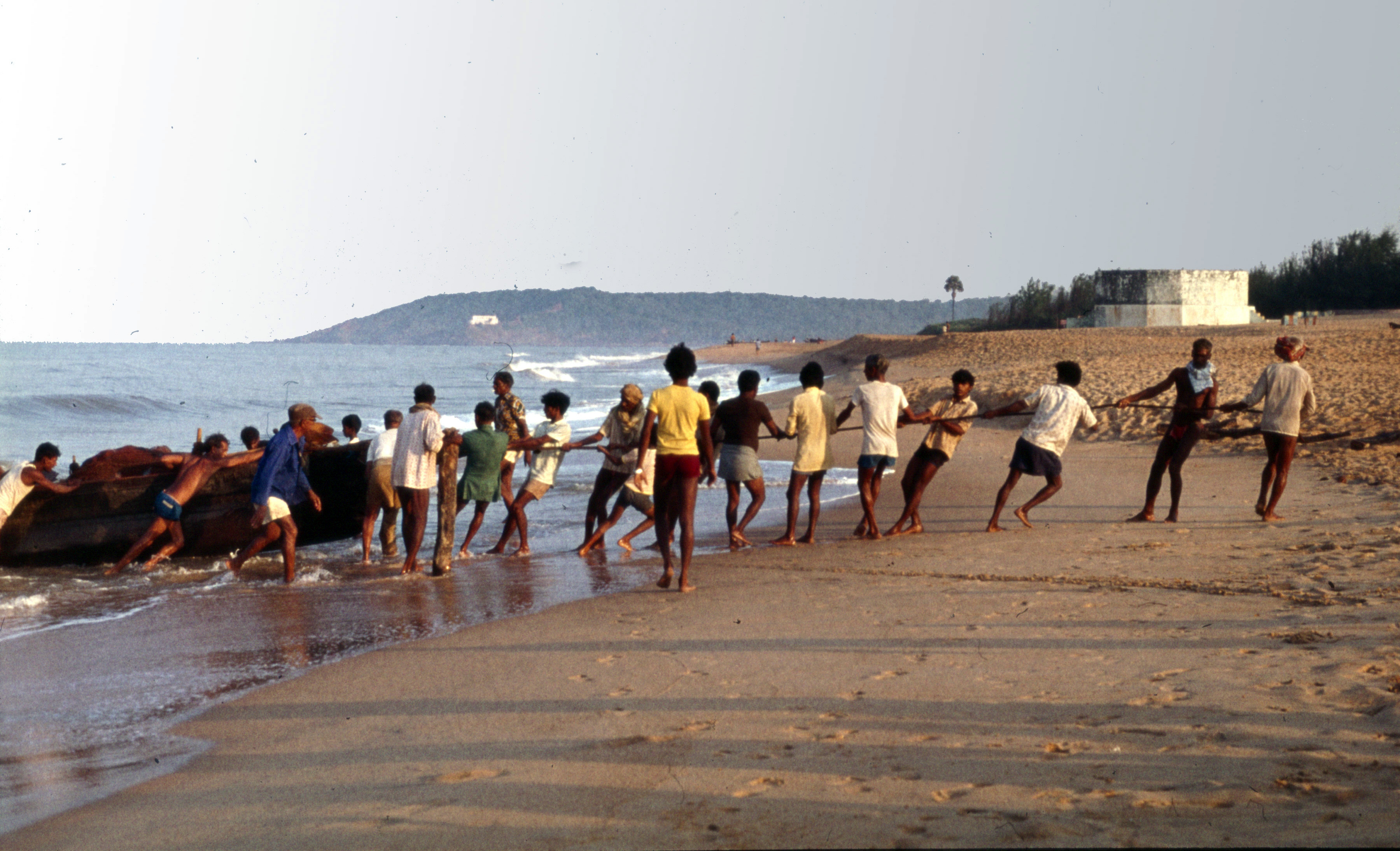
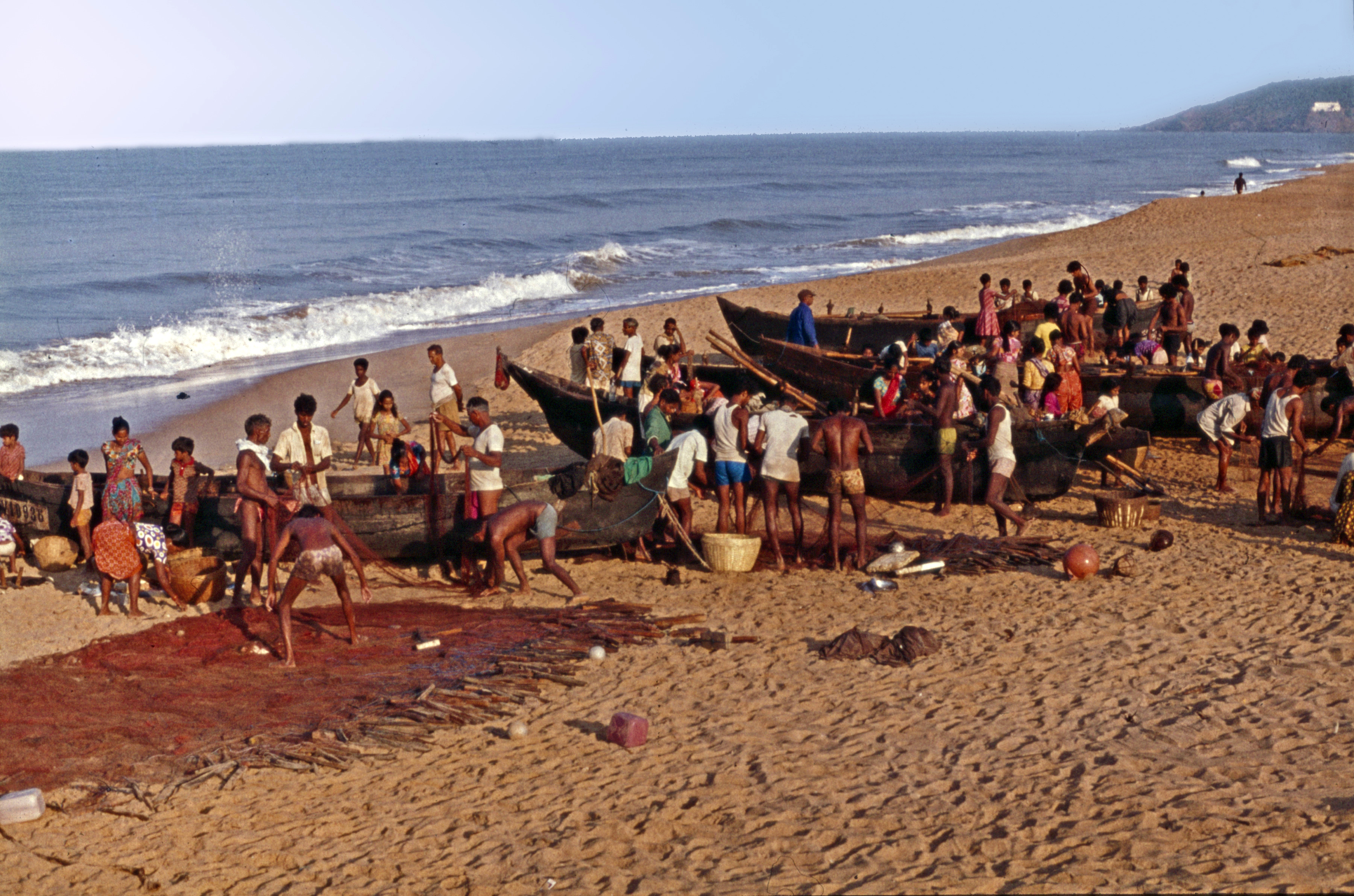
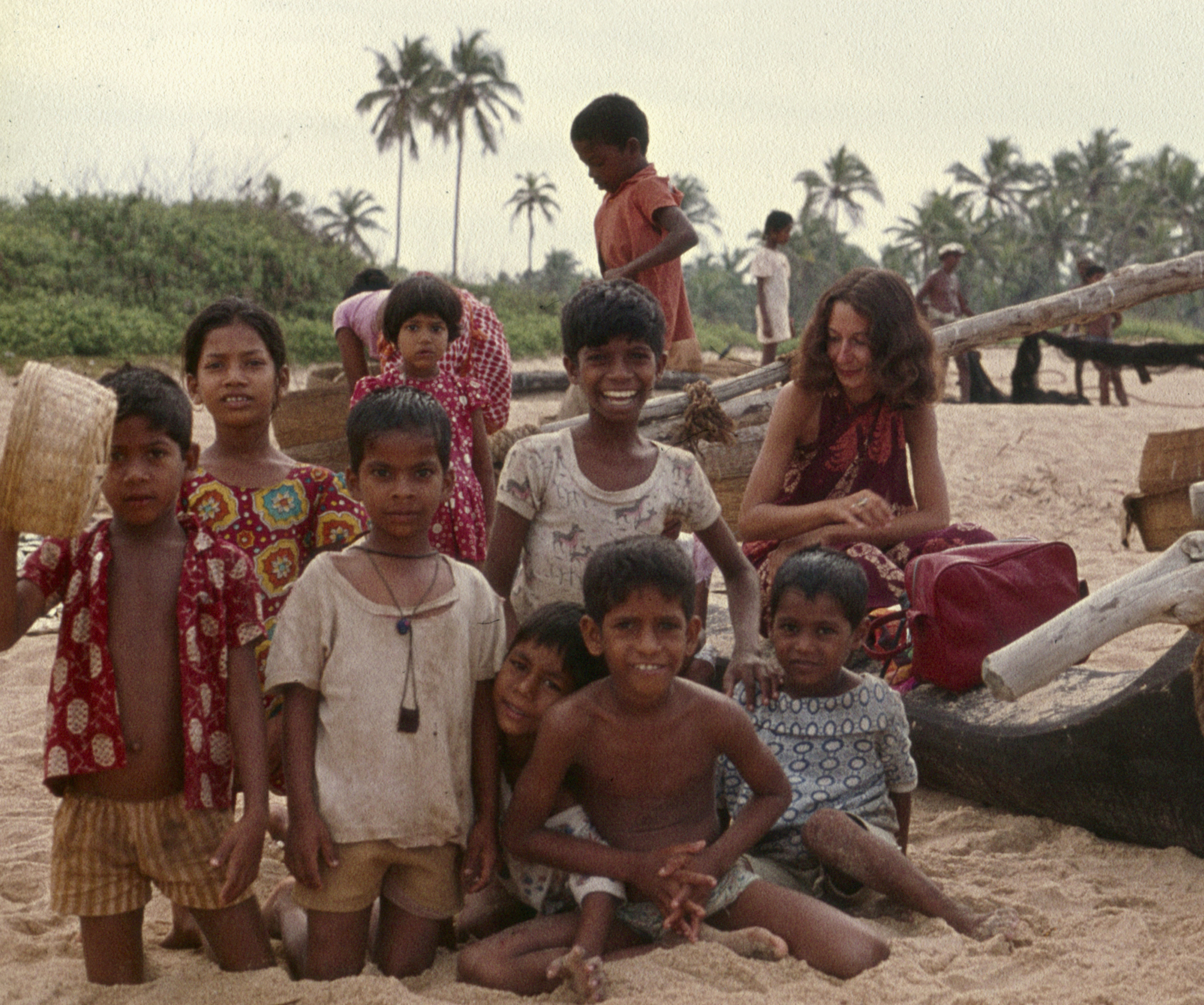
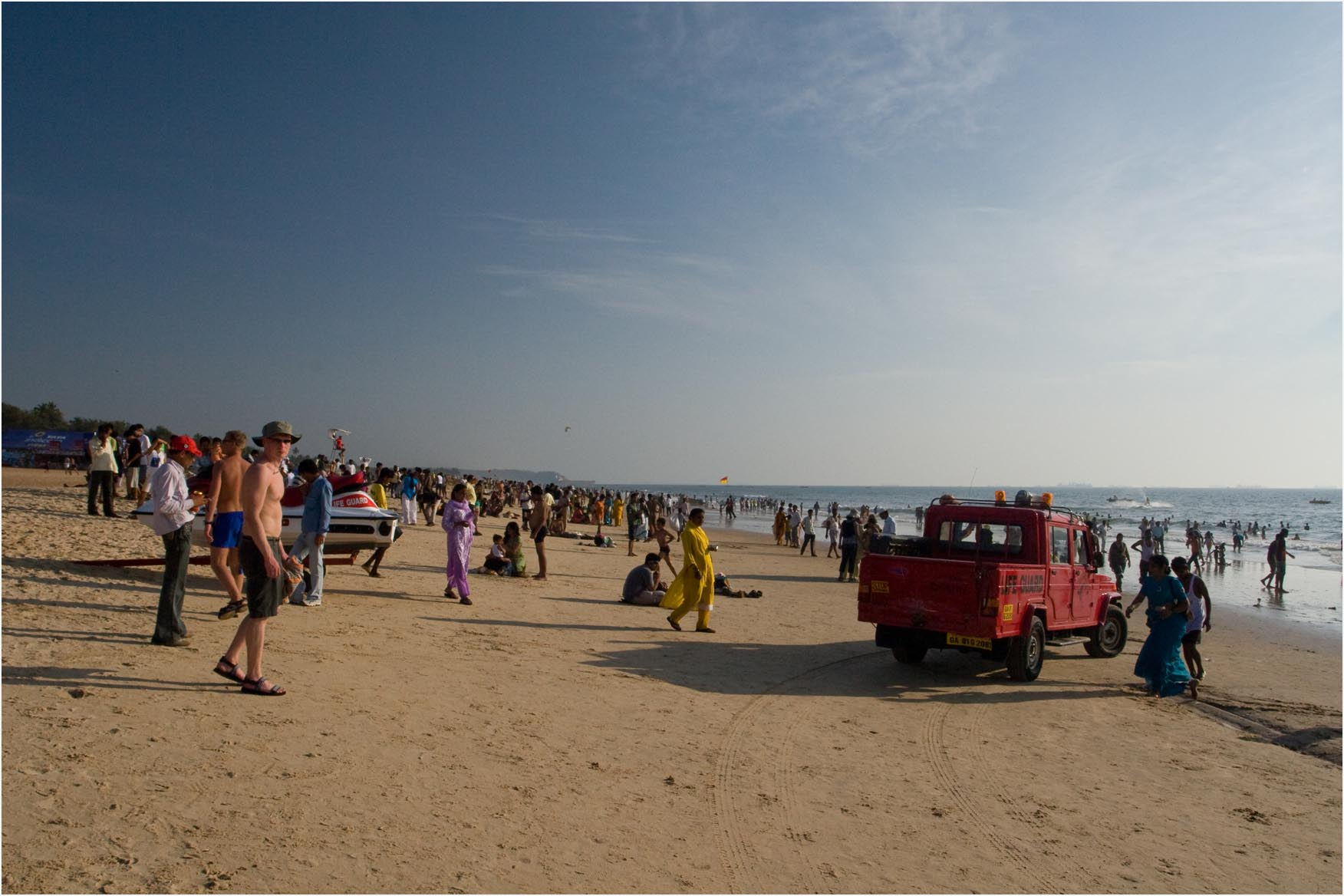